# جایزه بزرگ ایالات متحده ۱۹۶۹
جایزه بزرگ ایالات متحده ۱۹۶۹ (انگلیسی: ‎1969 United States Grand Prix‎) یک مسابقهٔ موتوری در رشتهٔ اتومبیل‌رانی فرمول یک بود که در تاریخ ۵ اکتبر ۱۹۶۹ در مسیر مسابقه جایزه بزرگ واتکینز گلن واقع در واتکینز گلن، نیویورک، ایالات متحده آمریکا برگزار شد. این گراند پری در میان ۱۱ گراند پری در فصل ۱۹۶۹، مسابقهٔ شمارهٔ ۱۰ بود.
در این مسابقه که در ۱۰۸ دور و به مسافت ۴۰۸٫۲ کیلومتر (۲۵۳٫۶۴۴ مایل) برگزار شد، پول پوزیشن توسط جوهن رایندت کسب شد و سریع‌ترین زمان برای طی یک دور پیست که برابر با ۱:۰۴٫۳۴ بود نیز توسط جوهن رایندت به ثبت رسید.
جوهن رایندت از تیم لوتوس-فورد، پیرس کارج از تیم برابام-فورد و جان سرتیز از تیم بی‌آرام به‌ترتیب مقام‌های اول تا سوم مسابقه را کسب کردند.

## رده‌بندی قهرمانی پس از مسابقه
|       | جایگاه | راننده      | امتیاز |
| ----- | ------ | ----------- | ------ |
|       | ۱      | جکی استوارت | ۶۰     |
|       | ۲      | ژاکی ایکس   | ۳۱     |
|       | ۳      | بروس مک‌لارن | ۲۶     |
| ۳     | ۴      | جوهن رایندت | ۲۲     |
| ۱     | ۵      | گراهام هیل  | ۱۹     |
| منبع: |        |             |        |

|       | جایگاه | سازنده      | امتیاز  |
| ----- | ------ | ----------- | ------- |
|       | ۱      | ماترا-فورد  | ۶۳      |
| ۱     | ۲      | لوتوس-فورد  | ۴۷      |
| ۱     | ۳      | برابام-فورد | ۴۵      |
|       | ۴      | مک‌لارن-فورد | ۲۹ (۳۱) |
|       | ۵      | فراری       | ۷       |
| منبع: |        |             |         |

یادداشت
- تنها پنج جایگاه نخست از هر رده‌بندی نمایش داده شده‌است.